# Nynke de Jong
Nynke de Jong (Goënga, 16 maart 1985) is een Nederlands journaliste, podcaster en schrijfster.

## Privé
De Jong was leerling aan het Bogerman College in Sneek en studeerde Nederlands aan Universiteit Utrecht. Ze heeft samen met haar ex-man drie kinderen.

## Carrière
De Jong was columniste voor het Algemeen Dagblad. Ze schreef eerder voor onder andere de kranten nrc.next en Leeuwarder Courant en tijdschrift Viva en was sidekick van Claudia de Breij bij 3FM. Ze werkt daarnaast als ghostwriter/copywriter en heeft drie boeken gepubliceerd. Regelmatig was De Jong tafeldame in DWDD en was tevens hoofdredacteur van Pedala Magazine. Naast columniste in het Algemeen Dagblad schrijft zij regelmatig voor LINDA. en Viva Mama.
In 2015 was De Jong als een van de vaste gezichten te zien naast Paul de Leeuw in het televisieprogramma Kun je het al zien?.
Sinds april 2017 is ze samen met Hanneke Hendrix, Alex van der Hulst en Anne Janssens host van de podcast Ik ken iemand die. Deze podcast maakt het viertal bij podcastnetwerk Dag en Nacht Media. In 2018 verschenen de beste verhalen van de podcast in boekvorm. Tevens maakt ze bij dit netwerk Alle Geschiedenis Ooit, samen met Arco Gnocchi en Thom Aalmoes. Sinds januari 2021 is De Jong een van de Champions in het quizprogramma Beat the Champions.

## Trivia
- In 2015 werd De Jong tweede in televisiequiz De Slimste Mens.
- In 2022 nam De Jong deel aan kennisquiz The Connection. Hierin eindigde ze op de tweede plek.

### Bestseller 60
| Boeken met noteringen in de Nederlandse Bestseller 60 | Jaar van verschijnen | Datum van binnenkomst | Hoogste positie | Aantal weken | Opmerkingen                                                       |
| ----------------------------------------------------- | -------------------- | --------------------- | --------------- | ------------ | ----------------------------------------------------------------- |
| Alle geschiedenis ooit - Nederland                    | 2025                 | 21-05-2025            | 8               | 4            | in samenwerking met Arco Gnocchi, Thom Aalmoes en Andrea Huntjens |

## Televisie
- 2015 – Kun je het al zien? - vaste gast
- 2015 – De Slimste Mens - kandidaat
- 2017 - De Slimsten versus de rest - kandidaat
- 2021-heden – Beat the Champions - Champion
- 2022 - Volg je me nog? - teamcaptain
- 2022 - De Slimste Mens: All Stars - kandidaat
- 2022 - The Connection - kandidaat
- 2022 - Fout maar goud - gast
- 2024 - Het vuur van de Friezen

- Gemeinsame Normdatei: 1052915426
- International Standard Name Identifier: 0000 0003 8877 7414
- Nederlandse Thesaurus van Auteursnamen: 312662858
- Virtual International Authority File: 282041002
- WorldCat: E39PBJfx68CYhGCwrghJthjjYP